# Перси (Есхіл)
«Перси» — трагедія давньогрецького драматурга Есхіла, представлена 472 р. до н. е. Вона входила в тетралогію, до якої також належали втрачені трагедії «Фіней» та «Главк», а також сатирова драма «Прометей - запалювач вогню». Ці твори не були об'єднані загальним сюжетом, що було нетиповим для Есхіла.
На відміну від інших есхілових творів, в основі лежить не міфологічний, а історичний сюжет — розгромна поразка перського царя Ксеркса I в морській битві при Саламіні з грецьким флотом. Можливим учасником цієї битви був і сам Есхіл. Адже відомо, що він брав участь в інших епізодах греко-перських воєн.
Дія відбувається в Сузах, тогочасній перській столиці.

## Сюжет
Трагедія зображує стан Персії після поразки Ксеркса при Саламіні. У перської столиці Сузи хор старійшин висловлює стурбованість довгою відсутністю Ксеркса, який пішов на війну проти Греції. Атосса, мати Ксеркса, розповідає хору про поганий сон і страшні передчуття. З'являється вісник й детально розповідає про загибель перського флоту біля Саламіна та страшні втрати. Розповідь супроводжується стогонами та сльозами Атосси та хору. З'являється тінь Дарія з потойбічного світу і в усьому звинувачує Ксеркса, передрікаючи нове нещастя для Персії. Після цього з'являється сам Ксеркс і разом з хором зі сльозами на очах оповідає про своє горе.

## Дійові особи
- Хор перських старійшин.
- Атосса, вдова царя Дарія, мати царя
- Вісник.
- Тінь Дарія.
- Ксеркс.